# National Governors Association

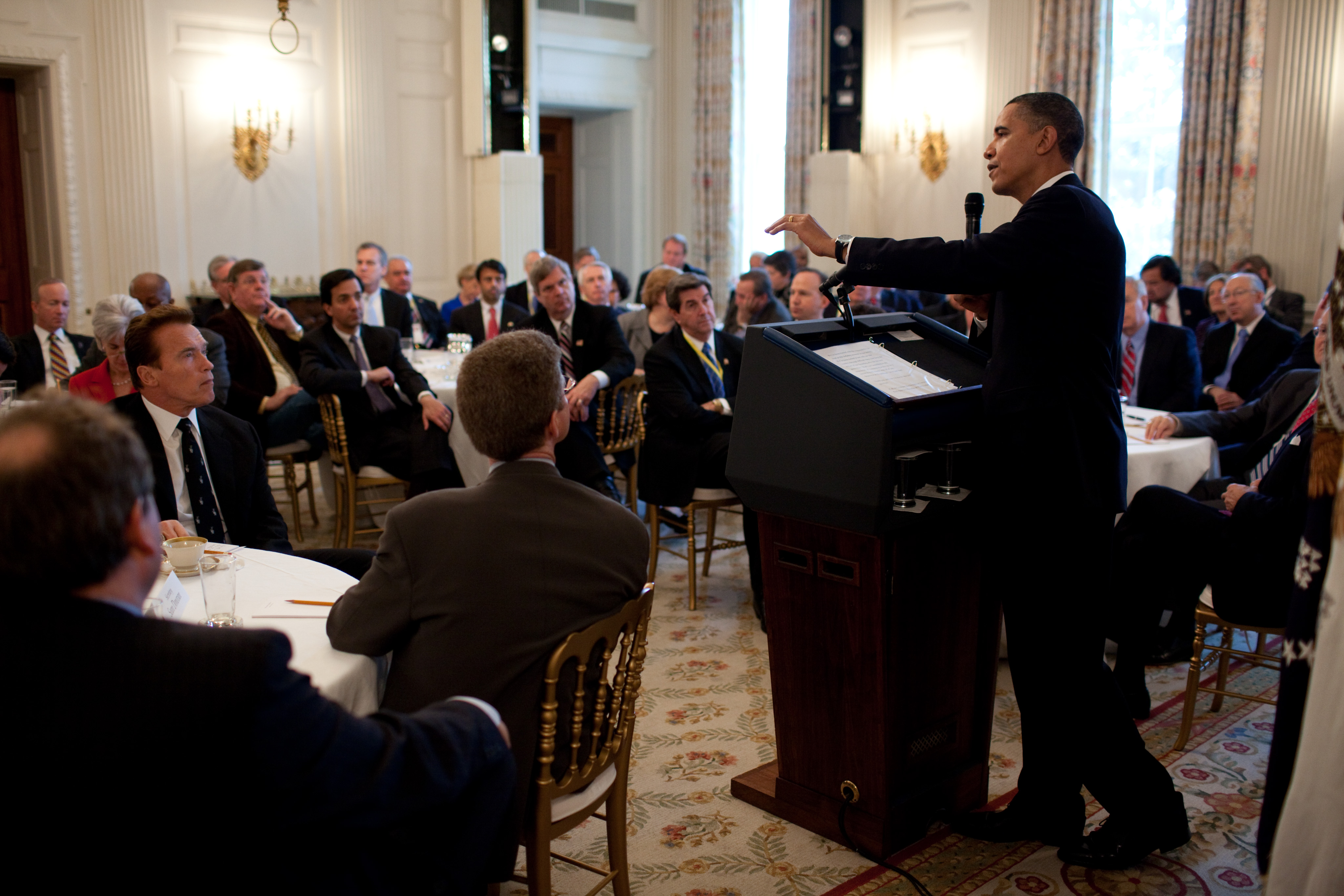
US-Präsident Barack Obama mit den Gouverneuren im Weißen Haus, Februar 2010

Die National Governors Association (NGA) ist eine Organisation der Gouverneure der 50 US-Bundesstaaten sowie der fünf US-Außengebiete (Amerikanisch-Samoa, Guam, Nördliche Marianen, Puerto Rico, Virgin Islands).
Die NGA ist eine sehr angesehene Institution und fungiert als Mittler zwischen den Gouverneuren und der Bundesregierung in Washington.
Gegenwärtiger Vorsitzender (Chair) der NGA ist Kevin Stitt, republikanischer Gouverneur des US-Bundesstaates Oklahoma.

## Ehemalige NGA-Vorsitzende (chronologisch)
- 1910 Augustus E. Willson, Kentucky
- 1911–1914 Francis E. McGovern, Wisconsin
- 1914–1915 David I. Walsh, Massachusetts
- 1915–1916 William Spry, Utah
- 1916–1917 Arthur Capper, Kansas
- 1918 Emerson Harrington, Maryland
- 1919 Henry J. Allen, Kansas
- 1919–1922 William Cameron Sproul, Pennsylvania
- 1922–1924 Channing H. Cox, Massachusetts
- 1924–1925 Elbert Lee Trinkle, Virginia
- 1925–1927 Owen Brewster, Maine
- 1927–1928 Adam McMullen, Nebraska
- 1928–1930 George Dern, Utah
- 1930–1932 Norman S. Case, Rhode Island
- 1932–1933 John Garland Pollard, Virginia
- 1933–1934 James Rolph, Kalifornien
- 1934–1936 Paul McNutt, Indiana
- 1936–1937 George C. Peery, Virginia
- 1937–1939 Robert Leroy Cochran, Nebraska
- 1939–1940 Lloyd C. Stark, Missouri
- 1940–1941 William Henry Vanderbilt, Rhode Island
- 1941–1942 Harold Stassen, Minnesota
- 1942–1943 Herbert O’Conor, Maryland
- 1943–1944 Leverett Saltonstall, Massachusetts
- 1944–1945 Herbert B. Maw, Utah
- 1945–1946 Edward Martin, Pennsylvania
- 1946–1947 Millard F. Caldwell, Florida
- 1947–1948 Horace A. Hildreth, Maine
- 1948 Lester C. Hunt, Wyoming
- 1949 William Preston Lane, Maryland
- 1949–1950 Frank Carlson, Kansas
- 1950–1951 Frank J. Lausche, Ohio
- 1951–1952 Val Peterson, Nebraska
- 1952–1953 Allan Shivers, Texas
- 1953–1954 Dan Thornton, Colorado
- 1954–1955 Robert F. Kennon, Louisiana
- 1955–1956 Arthur B. Langlie, Washington
- 1956–1957 Thomas Bahnson Stanley, Virginia
- 1957–1958 William Stratton, Illinois
- 1958–1959 LeRoy Collins, Florida
- 1959–1960 J. Caleb Boggs, Delaware
- 1960–1961 Stephen McNichols, Colorado
- 1961–1962 Wesley Powell, New Hampshire
- 1962–1963 Albert Rosellini, Washington
- 1963–1964 John Anderson, Kansas
- 1964–1965 Grant Sawyer, Nevada
- 1965–1966 John H. Reed, Maine
- 1966–1967 William L. Guy, North Dakota
- 1967–1968 John A. Volpe, Massachusetts
- 1968–1969 Buford Ellington, Tennessee
- 1969–1970 John Arthur Love, Colorado
- 1970–1971 Warren E. Hearnes, Missouri
- 1971–1972 Arch A. Moore, West Virginia
- 1972–1973 Marvin Mandel, Maryland
- 1973–1974 Daniel J. Evans, Washington
- 1974–1975 Calvin L. Rampton, Utah
- 1975–1976 Robert D. Ray, Iowa
- 1976–1977 Cecil D. Andrus, Idaho
- 1977 Reubin Askew, Florida
- 1977–1978 William Milliken, Michigan
- 1978–1979 Julian Carroll, Kentucky
- 1979–1980 Otis R. Bowen, Indiana
- 1980–1981 George Busbee, Georgia
- 1981–1982 Richard A. Snelling, Vermont
- 1982–1983 Scott M. Matheson, Utah
- 1983–1984 James R. Thompson, Illinois
- 1984–1985 John W. Carlin, Kansas
- 1985–1986 Lamar Alexander, Tennessee
- 1986–1987 Bill Clinton, Arkansas
- 1987–1988 John H. Sununu, New Hampshire
- 1988–1989 Gerald L. Baliles, Virginia
- 1989–1990 Terry E. Branstad, Iowa
- 1990–1991 Booth Gardner, Washington
- 1991–1992 John Ashcroft, Missouri
- 1992–1993 Roy Romer, Colorado
- 1993–1994 Carroll A. Campbell, South Carolina
- 1994–1995 Howard Dean, Vermont
- 1995–1996 Tommy Thompson, Wisconsin
- 1996–1997 Bob Miller, Nevada
- 1997–1998 George Voinovich, Ohio
- 1998–1999 Tom Carper, Delaware
- 1999–2000 Mike Leavitt, Utah
- 2000–2001 Parris Glendening, Maryland
- 2001–2002 John Engler, Michigan
- 2002–2003 Paul E. Patton, Kentucky
- 2003–2004 Dirk Kempthorne, Idaho
- 2004–2005 Mark Warner, Virginia
- 2005–2006 Mike Huckabee, Arkansas
- 2006–2007 Janet Napolitano, Arizona
- 2007–2008 Tim Pawlenty, Minnesota
- 2008–2009 Ed Rendell, Pennsylvania
- 2009–2010 Jim Douglas, Vermont
- 2010 Joe Manchin, West Virginia
- 2010–2011 Christine Gregoire, Washington
- 2011–2012 Dave Heineman, Nebraska
- 2012–2013 Jack Markell, Delaware
- 2013–2014 Mary Fallin, Oklahoma
- 2014–2015 John Hickenlooper, Colorado
- 2015–2016 Gary R. Herbert, Utah
- 2016–2017 Terry McAuliffe, Virginia
- 2017–2018 Brian Sandoval, Nevada
- 2018–2019 Steve Bullock, Montana
- 2019–2020 Larry Hogan, Maryland
- 2020–2021 Andrew Cuomo, New York
- 2021–2022 Asa Hutchinson, Arkansas
- 2022–2023 Phil Murphy, New Jersey
- 2023–2024 Spencer Cox, Utah
- 2024–2025 Jared Polis, Colorado